# 小行星5618
小行星5618（英語：5618 Saitama）是一颗围绕太阳公转的小行星。1990年3月4日，杉江淳在滋贺县发现了此天体。该小行星以日本的一级行政区埼玉县命名。
这颗小行星的绝对星等为342.7431731709713等。